# Новоюрьевка (Новобугский район)
Новоюрьевка (укр. Новоюр'ївка) — село в Новобугском районе Николаевской области Украины.
Основано в 1882 году. Население по переписи 2001 года составляло 619 человек. Почтовый индекс — 55640. Телефонный код — 5151. Занимает площадь 2,13 км².

## Местный совет
55640, Николаевская обл., Новобугский р-н, с. Новоюрьевка, ул. Пьясецкого, 42а